# Вардзиа
Ва́рдзиа (груз. ვარძია) — пещерный монастырский комплекс XII—XIII веков на юге Грузии, в Джавахетии. Выдающийся памятник средневекового грузинского зодчества. Расположен в Аспиндзском районе края Самцхе-Джавахети, в долине реки Кура (Мтквари), примерно в 100 км к югу от города Боржоми, вблизи одноименного села.

## История
Ансамбль монастыря Вардзиа был создан в основном в 1156—1205 гг., в правление Георгия III и его дочери царицы Тамары. Расположенный на юго-западной границе Грузии, монастырь-крепость перекрывал ущелье реки Куры от вторжения иранцев и турок с юга. В ту пору все помещения монастыря были скрыты скалой, с поверхностью их соединяли лишь три подземных хода, через которые крупные отряды воинов могли появиться совершенно неожиданно для неприятеля. В 1193—1195, во время войны с турками-сельджуками, царица Тамара находилась со своим двором в Вардзиа. Здесь подвизался преподобный Иоанн Шавтели.
В 1283 в Самцхе произошло крупное землетрясение, в результате которого от скалы отделился и упал в Куру пласт породы толщиной до 15 метров. До двух третей комплекса было разрушено или сильно повреждено, многие помещения обнажились. Таким образом, Вардзиа утратил оборонное значение. В конце XIII — начале XIV веков, в правление самцхийского князя Беки Джакели, монастырь восстанавливался и достраивался; в частности, снаружи была построена колокольня. 
В 1551 монастырь был захвачен и частично разрушен войсками персидского шаха Тахмаспа, а в конце XVI века захвачен турками. Турецкие воины заживо сожгли больных и обессиленных монахов в помещении главного храма монастыря. Под слоем копоти сохранились фрески храма. Впоследствии слой копоти рос благодаря кострам турецких пастухов, укрывавшихся зимой в пещерах монастыря.
В 1828 Джавахетия была освобождена от турок русскими войсками. Спустя некоторое время православными греками в Вардзиа была возобновлена монастырская жизнь.
В советскую эпоху монашество в Грузии было упразднено; в 1938 комплекс Вардзиа был объявлен музеем-заповедником. В 1980-е Патриарх-Католикос Грузии Илия II начал борьбу за возрождение монашеской жизни в Вардзиа. В конце 80-х он отслужил в монастыре первую Божественную Литургию. Ныне Вардзиа является действующим монастырём.
В сентябре 2004 Министерством культуры, охраны памятников и спорта Грузии был проведён комплекс работ по реабилитации монастырского комплекса: восстановление отводящих систем, очистка верхней скалы комплекса, заполнение опасных трещин и остановка процесса их расширения, восстановление подпорок, удерживающих камни.
Пещерный монастырь Вардзиа является одной из главных туристических достопримечательностей южной Грузии. В 2005 был поставлен вопрос о включении комплекса в список Всемирного наследия ЮНЕСКО.
В окрестностях Вардзии есть ещё много других пещерных городов, ведь это место считалось священным издревле. Кроме пещерных городов, на возвышенностях, можно найти множество мегалитических построек, например рядом с селением Саро есть сразу три мегалитические постройки, а выше в горах, древнейшие мегалитические крепости Абули и Шаори. Есть ещё Мгелис-Цихе (Волчья крепость), но она находится на турецкой стороне. Из пещерных городов, особо интересен Ванис Квабеби (Ванские пещеры), который, по неподтвержденным, но вполне вероятным данным, связывал с Вардзией 3-х километровый подземный проход. Вероятно, он обвалился в результате землетрясения.

## Описание
На протяжении 900 м вдоль левого берега Куры в отвесной туфовой стене горы Эрушети (Медвежья) высечено до 600 помещений: церквей, часовен, жилых келий, кладовых, бань, трапезных, казнохранилищ, библиотек. Помещения комплекса уходят на 50 метров вглубь скалы и поднимаются на высоту в восемь этажей. Сохранились потайные ходы, связывавшие помещения, остатки водопровода и оросительной системы.

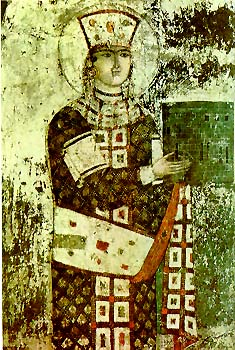
Фреска, изображающая царицу Тамару

В центре монастыря расположен главный храм в честь Успения Пресвятой Богородицы. Храм зального типа перекрыт коробовым сводом (на подпружных арках) и украшен пилястрами, на стенах — уникальные фресочные росписи (в том числе изображения царя Георгия III и царицы Тамары, 1180-е гг., мастер Георгий). Большую историко-художественную ценность имеют фрески Успения Божией Матери, Вознесения и Преображения.

## Этимология
Народная этимология объясняет происхождение названия «Вардзиа» следующей легендой. Однажды, когда царица Тамара была ещё маленькой девочкой, она играла со своим дядей в пещерах тогда ещё недостроенного монастыря. В какой-то момент мужчина потерял ребёнка из виду в лабиринтах пещер, и тогда малолетняя Тамара крикнула: «Я здесь, дядя!» (груз. «აქ ვარ, ძია», «Ак вар, дзиа!»). Царь Георгий III повелел сделать восклицание своей дочери названием монастыря.

## Консервация
Проект консервации комплекса получил одну из 24 премий европейского культурного наследия Europa Nostra в 2021 году.